# Монте Серено
Монте Серено (на английски: Monte Sereno) е град в окръг Санта Клара в Района на Санфранциския залив, щата Калифорния, Съединените американски щати.
Има население от 3578 души (по приблизителна оценка от 2017 г.). Общата площ на Монте Серено е 4,2 кв. км (1,6 кв. мили).